# Grand Prix moto de Rio de Janeiro 1996
Le  Grand Prix moto de Rio de Janeiro 1996 est la quatorzième manche du championnat du monde de vitesse moto 1996. La compétition s'est déroulée du 4 au 6 octobre 1996 sur l'Autódromo Internacional Nelson Piquet connu sous le nom de Jacarepaguá.
C'est la deuxième édition du Grand Prix moto de Rio de Janeiro.

## Classement 500 cm3
| Pos  | Pilote            | Constructeur  | Temps/Écart     | Points |
| ---- | ----------------- | ------------- | --------------- | ------ |
| 1    | Mickael Doohan    | Honda         | 45 min 56 s 850 | 25     |
| 2    | Alex Criville     | Honda         | +0 s 465        | 20     |
| 3    | Norifumi Abe      | Yamaha        | +5 s 202        | 16     |
| 4    | Carlos Checa      | Honda         | +13 s 020       | 13     |
| 5    | Alex Barros       | Honda         | +13 s 662       | 11     |
| 6    | Luca Cadalora     | Honda         | +14 s 478       | 10     |
| 7    | Jean-Michel Bayle | Yamaha        | +16 s 175       | 9      |
| 8    | Tadayuki Okada    | Honda         | +17 s 118       | 8      |
| 9    | Scott Russell     | Suzuki        | +20 s 024       | 7      |
| 10   | Alberto Puig      | Yamaha        | +38 s 926       | 6      |
| 11   | Shinichi Itoh     | Honda         | +41 s 332       | 5      |
| 12   | Loris Capirossi   | Yamaha        | +49 s 364       | 4      |
| 13   | Kenny Roberts Jr  | Yamaha        | +1 min 04 s 048 | 3      |
| 14   | Juan Borja        | Elf 500       | +1 min 10 s 254 | 2      |
| 15   | Lucio Pedercini   | ROC Yamaha    | +1 min 16 s 552 | 1      |
| 16   | Frédéric Protat   | ROC Yamaha    | +1 tour         |        |
| 17   | Chris Walker      | Elf 500       | +1 tour         |        |
| 18   | Laurent Naveau    | ROC Yamaha    | +1 tour         |        |
| 19   | Stephane Mertens  | Harris Yamaha | +1 tour         |        |
| Abd. | Paul Young        | Harris Yamaha | Abandon         |        |
| Abd. | Eugene McManus    | Yamaha        | Abandon         |        |
| Abd. | Toshiyuki Arakaki | Paton         | Abandon         |        |
| Abd. | Jeremy McWilliams | ROC Yamaha    | Abandon         |        |

## Classement 250 cm3
| Pos  | Pilote                   | Constructeur | Temps/Écart     | Points |
| ---- | ------------------------ | ------------ | --------------- | ------ |
| 1    | Olivier Jacque           | Honda        | 43 min 04 s 546 | 25     |
| 2    | Ralf Waldmann            | Honda        | +4 s 578        | 20     |
| 3    | Jurgen Fuchs             | Honda        | +5 s 497        | 16     |
| 4    | Tohru Ukawa              | Honda        | +24 s 476       | 13     |
| 5    | Jean-Philippe Ruggia     | Honda        | +24 s 865       | 11     |
| 6    | Roberto Locatelli        | Aprilia      | +33 s 748       | 10     |
| 7    | Luis d'Antin             | Honda        | +35 s 589       | 9      |
| 8    | Sete Gibernau            | Yamaha       | +37 s 501       | 8      |
| 9    | Luca Boscoscuro          | Aprilia      | +41 s 514       | 7      |
| 10   | Takeshi Tsujimura        | Honda        | +46 s 790       | 6      |
| 11   | Gianluigi Scalvini       | Honda        | +50 s 619       | 5      |
| 12   | Sebastian Porto          | Aprilia      | +55 s 979       | 4      |
| 13   | Jurgen van den Goorbergh | Honda        | +1 min 03 s 284 | 3      |
| 14   | Olivier Petrucciani      | Aprilia      | +1 min 06 s 316 | 2      |
| 15   | Eskil Suter              | Aprilia      | +1 min 07 s 372 | 1      |
| 16   | Yasumasa Hatakeyama      | Honda        | +1 min 07 s 416 |        |
| 17   | Alessandro Antonello     | Aprilia      | +1 min 15 s 215 |        |
| 18   | Christophe Cogan         | Honda        | +1 min 16 s 079 |        |
| 19   | Marcus Payten            | Honda        | +1 min 43 s 484 |        |
| 20   | Federico Gartner         | Honda        | +1 tour         |        |
| Abd. | Jamie Robinson           | Aprilia      | Abandon         |        |
| Abd. | José Barresi             | Yamaha       | Abandon         |        |
| Abd. | Christian Boudinot       | Aprilia      | Abandon         |        |
| Abd. | Cristiano Migliorati     | Honda        | Abandon         |        |
| Abd. | Fernando Flores          | Honda        | Abandon         |        |
| Abd. | José Luis Cardoso        | Aprilia      | Abandon         |        |
| Abd. | Régis Laconi             | Honda        | Abandon         |        |
| Abd. | Nobuatsu Aoki            | Honda        | Abandon         |        |
| Abd. | Osamu Miyazaki           | Aprilia      | Abandon         |        |
| Abd. | Davide Bulega            | Aprilia      | Abandon         |        |
| Abd. | Max Biaggi               | Aprilia      | Abandon         |        |

## Classement 125 cm3
| Pos  | Pilote            | Constructeur | Temps/Écart     | Points |
| ---- | ----------------- | ------------ | --------------- | ------ |
| 1    | Haruchika Aoki    | Honda        | 42 min 48 s 875 | 25     |
| 2    | Emilio Alzamora   | Honda        | +8 s 440        | 20     |
| 3    | Masaki Tokudome   | Aprilia      | +19 s 076       | 16     |
| 4    | Jorge Martínez    | Aprilia      | +22 s 674       | 13     |
| 5    | Garry McCoy       | Aprilia      | +23 s 336       | 11     |
| 6    | Noboru Ueda       | Honda        | +30 s 056       | 10     |
| 7    | Lucio Cecchinello | Honda        | +30 s 206       | 9      |
| 8    | Youichi Ui        | Yamaha       | +30 s 866       | 8      |
| 9    | Stefano Perugini  | Aprilia      | +32 s 286       | 7      |
| 10   | Dirk Raudies      | Honda        | +32 s 614       | 6      |
| 11   | Kazuto Sakata     | Aprilia      | +40 s 166       | 5      |
| 12   | Yoshiaki Katoh    | Yamaha       | +41 s 343       | 4      |
| 13   | Josep Sarda       | Honda        | +47 s 501       | 3      |
| 14   | Frédéric Petit    | Honda        | +53 s 879       | 2      |
| 15   | Jaroslav Huleš    | Honda        | +57 s 353       | 1      |
| 16   | Manfred Geissler  | Aprilia      | +1 min 01 s 912 |        |
| 17   | Akira Saito       | Honda        | +1 min 02 s 172 |        |
| 18   | Luigi Ancona      | Aprilia      | +1 min 17 s 209 |        |
| 19   | Gabriele Debbia   | Yamaha       | +1 min 19 s 526 |        |
| Abd. | Mirko Giansanti   | Honda        | Abandon         |        |
| Abd. | Herri Torrontegui | Honda        | Abandon         |        |
| Abd. | Ivan Goi          | Honda        | Abandon         |        |
| Abd. | Valentino Rossi   | Aprilia      | Abandon         |        |
| Abd. | Loek Bodelier     | Honda        | Abandon         |        |
| Abd. | Tomomi Manako     | Honda        | Abandon         |        |